# Rapporti tra la 'ndrangheta e la massoneria italiana
(Pantaleone Mancuso durante un'intercettazione ambientale resa pubblica a marzo 2013)
Il 22 dicembre 2017 la Direzione nazionale antimafia e antiterrorismo (DNAA) afferma per la prima volta l'enorme interesse di Cosa Nostra e 'ndrangheta per la massoneria deviata, indicando inoltre 193 soggetti aventi una doppia appartenenza, di cui 122 del Grande Oriente d'Italia, 58 della GLRI, 9 del GLI e 4 della Serenissima.

## Storia
La 'ndrangheta, seppur in modo collaterale, già negli anni sessanta aveva rapporti con la massoneria deviata, nella misura in cui questa faceva da tramite con le istituzioni. Il fine era instaurare rapporti di cointeressenza con la classe politica, attraverso la clientela saldata dal voto di scambio.
Dagli anni '70 i rapporti si stringono nella misura in cui, la massoneria faceva da tramite con le istituzioni. 
Incomincia ad avere rapporti stretti dopo la prima guerra di 'ndrangheta, dove alcuni capibastone diventano massoni per poter comunicare senza intermediari e incrementare così i guadagni con personaggi della massoneria appartenenti anche al mondo bancario, della magistratura, imprenditoria e delle forze dell'ordine.
Questo nuovo modo di agire della mafia calabrese sembra sia stato voluto dal vecchio capobastone Don Mommo Piromalli e dalla nuova promessa Paolo De Stefano.
Chi era contrario a ciò, come Antonio Macrì e Domenico Tripodo, riteneva che la 'ndrangheta non dovesse affiliarsi ad altre associazioni e quindi rispettare le tradizionali regole del codice mafioso.
Questi furono eliminati, ma comunque per ovviare al problema morale, Piromalli fonda la Santa, una sorta di ultimo grado gerarchico dell'organizzazione alla quale una volta avuto accesso si ha il potere anche di entrare in contatto e affiliarsi ad altre organizzazioni, come la massoneria.
I santisti possono essere massimo 33 ma successivamente il numero fu incrementato.
Nel 1992 la cosiddetta "inchiesta Cordova" (dal nome del Procuratore capo di Palmi Agostino Cordova che la condusse) fece emergere rapporti tra 'ndrangheta e massoneria deviata. Cordova dispose perquisizioni nelle sedi del Grande Oriente d'Italia, che determinarono le dimissioni del Gran maestro Giuliano Di Bernardo. L'inchiesta sulla massoneria fu poi trasmessa alla Procura di Roma dopo il trasferimento di Cordova a Napoli nel 1993 ed archiviata nel 2000 dal GIP Augusta Iannini, che ha dichiarato: "non doversi promuovere l'azione penale nei confronti dei 64 massoni indagati".
Nel 1995 con l'operazione Olimpia si ebbero maggiori informazioni; si scoprirono le persone che fecero accedere i santisti nella massoneria calabrese: il notaio Pietro Marrapodi, Pasquale Modafferi e il capo-loggia Cosimo Zaccone. A suggerire l'esistenza, negli ultimi anni, di un livello occulto della 'ndrangheta è stata un'intercettazione telefonica risalente alla fine del 2007. I carabinieri registrano, tramite una microspia, una conversazione tra Sebastiano Altomonte (originario di Bova Marina) e sua moglie. Altomonte in tale frangente sottolinea che «c'è una che si sa e una che non la sa nessuno». E poi, rimarcando il concetto: «c'è la visibile e l'invisibile [...] che non la sa nessuno, solo chi è invisibile». Questa entità non ha mai trovato conferme giudiziarie. Tuttavia, le parole di Sebastiano Altomonte, successivamente condannato per associazione mafiosa, rendono plausibile un attuale accostamento tra potere mafioso e ambienti massonici.

## Fatti recenti
- Il 7 novembre 2012 da un'inchiesta della DDA di Catanzaro emerge il presunto coinvolgimento della cosca per i lavori di ricostruzione dopo il terremoto in Abruzzo e la messa in opera a Roma della rete di fibre ottiche per internet e del coinvolgimento con Paolo Coraci fondatore di una loggia massonica che avrebbe chiesto il sostegno elettorale per D'Ambrosio in cambio di appalti nel Lazio, Lombardia e Veneto[15]. Nello stesso anno l'inchiesta Saggezza della DDA di Reggio Calabria è emerso che il legame con la massoneria italiana sarebbe molto forte, al punto di costituire una via di infiltrazione ai vertici apicali della politica e dell'economia italiana[16], oltre alla promozione di tre questure - due al Sud e una al Nord - a livello di direzione generale[17]. In particolare, nel 2010 la loggia ha indicato i consiglieri di amministrazione di 15 enti pubblici[18][19], nomine poi non concretizzatesi. Le operazioni erano agevolate dal movimento Liberi e Forti, fondato da Coraci nel 2010, e dalla società Edil Sud di Francesco Comercpubblicazione missaria della cosca Mancuso-Tripodi.[20][21]

- Il 17 novembre 2013 il Grande Oriente d'Italia sospende per la prima volta nella sua storia una loggia, nella fattispecie la loggia Rocco Verduci con sede a Gerace, e con il tempio a Siderno per un possibile coinvolgimento di persone affiliate irregolarmente e collegate alla criminalità organizzata calabrese. La scelta della sospensione è stata presa dopo l'ultima inchiesta giudiziaria: l'operazione Saggezza, in cui furono arrestate persone affiliate sia alla 'ndrangheta che alla loggia[22].

- Il 4 gennaio 2016 si conclude l'operazione Kyterion 2 diretta dalla Direzione distrettuale antimafia di Catanzaro che porta all'arresto di 16 presunti affiliati ai Grande Aracri di Cutro, dalle indagini si evince presunti tentativi di collegarsi ad esponenti del Vaticano e della Corte di cassazione, nonché l'intrusione in ordini massonici e cavalierati da parte del capo-locale Nicolino Grande Aracri[23][24].

- Dall'operazione Mammasantissima del Ros dei Carabinieri conclusa il 15 luglio 2016 emergerebbe il verbale del 2014 dell'ex Gran Maestro del Grande Oriente d'Italia Giuliano Di Bernardo (1990 - 1993), ora Gran Maestro della Gran loggia regolare d'Italia, il quale riferisce al pubblico ministero Giuseppe Lombardo le confidenze di Ettore Loizzo, ai tempi vice del Gran Maestro: «Nel corso di una riunione della Giunta del Grande Oriente, che io indissi con urgenza nel '93 dopo l'inizio dell'indagine del dottor Cordova sulla massoneria, a mia precisa richiesta disse che poteva affermare con certezza che in Calabria, su 32 logge, 28 erano controllate dalla 'ndrangheta. Gli dissi subito: "E cosa vuoi fare di fronte a questo disastro?". Lui mi rispose: "Nulla". Io, ancora più sbigottito, chiesi perché. Lui mi rispose che non poteva fare nulla perché altrimenti lui e la sua famiglia rischiavano gravi rappresaglie... Faccio presente che la questione calabrese era molto più preoccupante in quanto la massoneria calabrese era ben più ramificata di quella siciliana»[25]. Da luglio ha iniziato a parlare dei rapporti tra massoneria e 'ndrangheta anche il pentito nonché massone Cosimo Virgiglio. Racconta che la massoneria fortemente politicizzata si serve della criminalità calabrese per il controllo dei flussi elettorali mentre essa per il riciclaggio di denaro. Secondo il pentito la loggia di Reggio Calabria sarebbe suddivisa in due parti: una pulita e una occulta; della seconda farebbero parte gli 'ndranghetisti. Racconta anche della presenza nelle logge di esponenti dei Piromalli e dei De Stefano. La commistione tra elementi criminali, con dote di Santa e massoni in gergo massonico viene definito "varco" (in riferimento alla Breccia di Porta Pia); e tecnicamente sarebbe il mondo massonico ad entrare nelle file della 'ndrangheta[26][27][28].

- Il 31 gennaio 2017 in udienza presso la commissione antimafia l'ex maestro del GOI Giuliano Di Bernardo racconta dei legami tra 'ndrangheta, Cosa Nostra e massoneria, e che il numero 1 della massoneria calabrese gli riferì che 28 logge calabresi su 32 erano infiltrate dalla 'ndrangheta[29][30].

- Il 23 maggio 2018 nel processo Breakfast entra una informatica della Direzione investigativa antimafia in cui il pentito Cosimo Virgiglio ed ex massone racconta che la 'ndrina dei Molé attraverso l'ex ministro della Repubblica Claudio Scajola voleva arrivare ad Impregilo. Racconta inoltre dei rapporti dei Molè con la loggia coperta di Ugolini Giacomo Maria alias Grande Oriente di San Marino[31].
- Il 19 dicembre 2019 si conclude l'operazione Rinascita-Scott iniziata nel 2016 che porta all'arresto di 334 persone in particolare nella Provincia di Vibo Valentia tra cui i capi e affiliati di tutte le principali locali di 'ndrangheta vibonese e alleate dei Mancuso, oltre ai Mancuso stessi. Tra gli arrestati ci sono anche esponenti politici quali Giancarlo Pittelli (ex di Forza Italia), Gianluca Callipo, sindaco di Pizzo e presidente dell'ANCI in Calabria, legali tra cui colui che difende Giuseppe Zinnà indagato per riciclaggio dopo essere stato trovato al confine svizzero-italiano il 4 dicembre con un assegno da 100 milioni di euro[32], Filippo Nesci, dirigente dell'urbanistica di Vibo Valentia, Danilo Tripodi impiegato al tribunale di Vibo Valentia, l'imprenditore edile Prestia, il ristoratore Ferrante, ed esponenti della massoneria[33][34][35][36].

## Capibastone massoni
- Santo Araniti[7]
- Paolo De Stefano[7]
- Natale Iamonte[7]
- Antonio Nirta[7]
- Francesco Nirta[7]
- Giuseppe Nirta[7]